# Acidentes e incidentes aéreos de 2020
Esta lista cita os acidentes e incidentes aéreos ocorridos em 2020 no qual o primeiro ocorreu no dia 2 de janeiro de 2020 e o último relatado ocorreu no dia 13 de novembro de 2020, do mais letal, acabou ceifando ao menos 176 pessoas. No total, houve 17 incidentes aéreos que envolveram 1204 pessoas entre passageiros e tripulantes, deixando 405 feridos e 375 mortos. 
Entre as vítimas notórias em estes acidentes aéreos estão:
- Shen Yi-ming, chefe do Estado-Maior de Taiwan, que foi vítima do acidente ocorrido em 2 de janeiro de 2020;
- Kobe Bryant, ex-jogador de basquete da NBA, que foi vítima do acidente ocorrido em 26 de janeiro de 2020;
- Gary Knopp, membro de alto cargo no legislativo do estado do Alasca, que foi vítima do acidente ocorrido em 31 de julho de 2020.

## Lista
| Voo ou nome do incidente                | Data                   | Local do acidente                                                          | Origem                                                              | Destino                                                         | Passageiros | Tripulantes | Vítimas Fatais        | Feridos            | Sobreviventes          | Observações |
| --------------------------------------- | ---------------------- | -------------------------------------------------------------------------- | ------------------------------------------------------------------- | --------------------------------------------------------------- | ----------- | ----------- | --------------------- | ------------------ | ---------------------- | --- |
| Sikorsky UH-60M                         | 2 de janeiro de 2020   | Distrito de Wulai, Nova Taipé, Taiwan                                      | Base Aérea de Songshan, Taipé, Taiwan                               | Estação de Radar de Dong'aoling, Su'ao, Condado de Yilan,Taiwan | 10          | 3           | 8                     | 5                  | 5                      | - Acidente acabou ceifando a vida de Shen Yi-ming, chefe do Estado-Maior de Taiwan                                                |
| Ukraine International Airlines 752      | 8 de janeiro de 2020   | Teerã, Irão                                                                | Aeroporto de Tehran-Imam Khomeini, Teerã, Irão                      | Aeroporto Internacional de Kiev-Boryspil, Kiev                  | 167         | 9           | 176 (todos)           | 0                  | 0                      | - Trata-se do acidente aéreo mais fatal do ano de 2020. - O avião foi abatido acidentalmente pelo GRI com uso de míssil antiaéreo |
| Delta Air Lines 89                      | 14 de janeiro de 2020  | Los Angeles meridional, Califórnia, Estados Unidos                         | Aeroporto Internacional de Los Angeles, Los Angeles, Estados Unidos | Aeroporto Internacional de Xangai Pudong, Xangai, China         | 149         | 16          | 0                     | 56 (todos em solo) | 165 (todos)            | |
| Sikorsky S-76 N72EX                     | 26 de janeiro de 2020  | Calabasas, Los Angeles, Estados Unidos                                     | John Wayne Airport, Condado de Orange, CA, EUA                      | Thousand Oaks, Condado de Ventura, CA, EUA                      | 8           | 1           | 9 (todos)             | 0                  | 0                      | - O acidente acabou ceifando o ex-jogador de basquete da NBA Kobe Bryant                                                          |
| Caspian Airlines 6936                   | 27 de janeiro de 2020  | Aeroporto de Mahshahr, Irão                                                | Aeroporto Internacional de Teerã, Teerã, Irão                       | Aeroporto de Mahshahr, Bandar-e Mahshahr, Irão                  | 135         | 9           | 0                     | 2                  | 144 (todos)            | |
| E-11A da Força Aérea Americana          | 27 de janeiro de 2020  | Distrito de Dih Yak, Província de Gásni, Afeganistão                       | Sem info (em sigilo)                                                | Sem info (em sigilo)                                            | 0           | 2           | 4 (todos) (2 em solo) | 0                  | 0                      | |
| Pegasus Airlines 2193                   | 5 de fevereiro de 2020 | Aeroporto Internacional Sabiha Gökçen, Istambul, Turquia                   | Aeroporto de Esmirna-Adnan Menderes, Turquia                        | Aeroporto Internacional Sabiha Gökçen, Turquia                  | 177         | 6           | 2                     | 179                | 180                    | |
| Utair 595                               | 9 de fevereiro de 2020 | Aeroporto de Usinsk, Komi, Rússia                                          | Aeroporto Internacional Vnukovo, Moscou, Rússia                     | Aeroporto de Usinsk, Komi, Rússia                               | 94          | 6           | 0                     | 2                  | 100 (todos)            | |
| Embraer EMB 120 Brasilia prefixo 5Y-AXO | 4 de maio de 2020      | Berdale, Somália                                                           | Aeroporto de Baidoa, Baidoa, Somália                                | Aeródromo de Berdale, Berdale, Somália                          | 4           | 2           | 6 (todos)             | 0                  | 0                      | |
| Incidente de Austin                     | 7 de maio de 2020      | Aeroporto Internacional de Austin-Bergstrom, Austin, Texas, Estados Unidos | Aeroporto de Dallas Love Field, Dallas, EUA                         | Aeroporto Internacional de Austin-Bergstrom, Austin, EUA        | 53          | 5           | 1 (em solo)           | 0                  | 58 (todos na aeronave) | |
| Pakistan International Airlines 8303    | 22 de maio de 2020     | Carachi, Paquistão                                                         | Aeroporto Internacional Allama Iqbal, Lahore, Paquistão             | Aeroporto Internacional Jinnah, Carachi, Paquistão              | 91          | 8           | 97                    | 2                  | 2                      | |
| Colisão aérea da Península de Kenai     | 31 de julho de 2020    | Soldotna, Alaska, Estados Unidos                                           | Lago Longmere, EUA                                                  | Enseada de Cook, EUA                                            | 5           | 1           | 7                     | 0                  | 0                      | - Um dos envolvidos fatais tratava-se de Gary Knopp, membro importante do poder legislativo do Alaska                             |
| Colisão aérea da Península de Kenai     | 31 de julho de 2020    | Soldotna, Alaska, Estados Unidos                                           | Aeroporto de Soldotna, EUA                                          | Não especificado                                                | 0           | 1           | 7                     | 0                  | 0                      | - Um dos envolvidos fatais tratava-se de Gary Knopp, membro importante do poder legislativo do Alaska                             |
| Air India Express 1344                  | 7 de agosto de 2020    | Aeroporto Internacional de Calecute, Calecute, Índia                       | Aeroporto Internacional de Dubai, Dubai, Emirados Árabes            | Aeroporto Internacional de Calecute, Calecute, Índia            | 184         | 6           | 20                    | 156                | 172                    | |
| Antonov An-26 South West Aviation       | 22 de agosto de 2020   | Aeroporto de Juba, Juba, Sudão do Sul                                      | Aeroporto de Juba, Juba, Sudão do Sul                               | Aeroporto de Aweil, Aweil, Sudão do Sul                         | 5           | 3           | 17 (9 em solo)        | 1                  | 1                      | |
| Antonov An-26 Sh                        | 25 de setembro de 2020 | Base Aérea de Chuguiév, Chuguiév, Ucrânia                                  | Base Aérea de Chuguiév, Chuguiév, Ucrânia                           | Base Aérea de Chuguiév, Chuguiév, Ucrânia                       | 20          | 7           | 26                    | 1                  | 1                      | |
| Mil Mi-24 da Força Aérea Russa          | 9 de novembro de 2020  | Yeraskh, Ararate, Armênia                                                  | Desconhecido                                                        | Desconhecido                                                    | 0           | 3           | 2                     | 1                  | 1                      | - O helicóptero comandado pela Força Aérea Russa, foi abatido na Armênia por engano pelo exército doAzerbaijão com um MANPADS     |
| Volga-Dnepr Airlines 4066               | 13 de novembro de 2020 | Aeroporto Internacional Tolmachevo, Novosibirsk, Rússia                    | Aeroporto Internacional de Incheon, Seul, Coreia do Sul             | Aeroporto Internacional de Viena, Viena, Áustria                | 0           | 14          | 0                     | 0                  | 14 (todos)             | |